# 李衍 (真乡郡公)
李衍（？—？），字拔豆，辽东郡襄平县（今辽宁省辽阳市）人，西魏、北周、隋朝官员。

## 生平
李衍年轻时专精武艺，慷慨豪壮胸怀大志。宇文泰时期，李衍以千牛备身为起家官，封怀仁县公，加开府，改封普宁县公，升任义州刺史。不久李衍跟随韦孝宽镇守玉璧城，数次与东魏交战，敌人很畏惧他。平定北齐后，李衍以军功进授大将军，改封真乡郡公，出任左宫伯，获赐各色彩帛三百匹，奴婢二十口，李衍的儿子李仲威获赐爵浮阳郡公。李衍后历任定州、鄜州二州刺史。
大象二年（580年），王谦作乱，杨坚任命李衍为行军总管，隶属梁睿攻打击败了王谦。李衍进位上大将军，获赐绢两千匹。开皇元年（581年），李衍又出任行军总管讨伐反叛的蛮族，将他们平定，进位柱国，获赐帛两千匹。李衍很快检校利州总管。开皇二年（582年），突厥侵犯隋朝边塞，李衍出任行军总管率领部队讨伐，没能遇到突厥而返回，转任介州刺史。几年后，朝廷将要讨伐江南，隋文帝诏令李衍在襄州道营造战船。等到隋军大举讨伐南陈，李衍出任行军总管，跟随秦王杨俊出兵襄阳道，以功获赐帛三千匹，米六百石。李衍又出任安州总管，有惠民的政举。一年多以后，李衍因病回到京城，在家中去世，虚岁五十七。儿子李仲威继承爵位。

## 家庭

### 父亲
- 李弼，北周太师

### 兄弟姐妹
- 李曜，北周开府、邢国公
- 李晖，北周柱國、总管梁洋等十州诸军事、梁州刺史、魏国公
- 李纶，北周司会中大夫、开府仪同三司、河阳郡公
- 李晏，北周开府仪同三司、大将军、赵郡公
- 李椿，隋朝骠骑将军、开府仪同三司、河东郡公

### 夫人
- 河南元氏，西魏文帝元宝炬之女，孝闵皇后元胡摩同母妹妹[4][5]

### 子女
- 李仲威
- 李仲文
- 李仲武
- 李义方，唐朝工部员外郎、少府少监、真乡郡公
- 李仲贤

## 延伸阅读
[在维基数据编辑]
 《隋書·卷54》，出自魏徵《隋书》